# Interner Zinsfuß
Ein interner Zinsfuß (kurz: IZF; auch: interner Zinssatz; englisch: internal rate of return, IRR) einer Investition ist ein Kalkulationszinssatz, bei dessen Verwendung sich ein Kapitalwert von null ergibt. Anders interpretiert ist ein interner Zinsfuß der Zinssatz, bei dessen Verwendung die diskontierten künftigen Zahlungen dem heutigen Preis bzw. der Anfangsinvestition entsprechen. Ist dieser Zinsfuß größer als der Kalkulationszinsfuß, ist die Investition über die Gesamtlaufzeit berechnet wirtschaftlich.
Die Interner-Zinsfuß-Methode (Interner-Zinssatz-Methode, Methode des internen Zinsfußes/-satzes, IZM) ist ein Verfahren der dynamischen Investitionsrechnung innerhalb der Investitionstheorie. Sie ermöglicht, für eine Investition oder Kapitalanlage, bei der unregelmäßige und schwankende Erträge anfallen, eine (theoretische) mittlere, jährliche Rendite zu berechnen.
Die Interner-Zinsfuß-Methode wurde ursprünglich entwickelt, um die Wirtschaftlichkeit bei Investitionsentscheidungen in Unternehmen zu erhöhen. Das Ziel der Berechnungen war es, diejenige Investitionsentscheidung zu bestimmen, die sich auf das Gesamtsystem Unternehmung am vorteilhaftesten auswirkt.

## Vorgehen
Es wird derjenige Zinssatz {\displaystyle i} gesucht, bei dem der Kapitalwert (KW) des gegebenen Projekts gleich null ist, d. h bei dem gilt
{\displaystyle KW=-I+\sum _{t=1}^{T}{\frac {C_{t}}{(1+i)^{t}}}\;{\overset {\mathrm {!} }{=}}\;0}.
Dabei wird die Investition {\displaystyle I} der Summe aller abgezinsten Cashflows (Zahlungen) {\displaystyle C_{t}} zu den Zeitpunkten {\displaystyle t} gegenübergestellt.
Zur Lösung der Gleichung, d. h. zur Bestimmung des Zinsfußes {\displaystyle i}, bedient man sich meist eines Interpolationsverfahrens:
1. Man wählt einen ersten geschätzten Zinsfuß {\displaystyle i_{1}} und berechnet damit den Kapitalwert {\displaystyle KW_{1}} des Investitionsobjekts.
2. Ist {\displaystyle KW_{1}>0} ({\displaystyle KW_{1}<0}), so wählt man einen Zinsfuß {\displaystyle i_{2}>i_{1}} ({\displaystyle i_{2}<i_{1}}) und berechnet damit {\displaystyle KW_{2}}, so dass {\displaystyle KW_{2}<0} ({\displaystyle KW_{2}>0}).
3. Aus den Werten {\displaystyle i_{1}}, {\displaystyle i_{2}} und {\displaystyle KW_{1}}, {\displaystyle KW_{2}} bestimmt man über die Geradengleichung den Schnittpunkt mit der x-Achse und damit einen Näherungswert {\displaystyle i^{*}} für den tatsächlichen Zinsfuß {\displaystyle i}:
{\displaystyle i^{*}=i_{1}-{\frac {KW_{1}}{KW_{2}-KW_{1}}}\cdot \left(i_{2}-i_{1}\right)}.
4. Mit dem neu errechneten Zinssatz bestimmt man den neuen Kapitalwert {\displaystyle KW_{3}}. Liegt dieser nicht nahe genug bei Null, wird das Verfahren wiederholt – dabei ersetzt man den vorherigen positiven (negativen) Kapitalwert und seinen Zins durch den neu errechneten positiven (negativen) Kapitalwert und den neu gewonnenen Zins. Dieser Vorgang wird wiederholt, bis eine ausreichende Genauigkeit erreicht ist.

Bezüglich der Versuchszinssätze ({\displaystyle i_{1}}, {\displaystyle i_{2}}) gilt: Je näher die Versuchszinssätze zusammenliegen, umso kleiner ist der Interpolationsfehler.
In der Praxis wird neben dem oben vorgestellten mathematischen Lösungsverfahren für geometrische Reihen auf Basis von Regula falsi auch das Newton-Verfahren verwendet. Moderne Tabellenkalkulationsprogramme wie beispielsweise Microsoft Excel enthalten Add-ons, welche die Nullstellenberechnung unterstützen (Solver – zu Deutsch: „Zielwertsuche“). Die Regula-falsi-Formel lässt sich in OpenOffice.org Calc sowie in MS Excel sehr einfach mit der IKV-Funktion (Interne-Kapitalverzinsungs-Funktion) darstellen.
Problematisch ist jedoch, dass geometrische Reihen mit mehr als einem Vorzeichenwechsel dazu führen, dass rechnerisch möglicherweise mehrere Nullstellen existieren. Beispiel: Eine Investition von (I=)10 führt zu einem Payback von (C1=)21 nach einem Jahr und zu Rückbaukosten von (C2=)-11 nach dem zweiten Jahr. Die korrekten Lösungen sind 0 % und 10 %.

## Kritische Einschätzung

### Kreditgewährung oder Kreditaufnahme
Werden die folgenden beiden Projekte miteinander verglichen, hilft die Interner-Zinsfuß-Methode nicht weiter:
| Projekt | {\displaystyle I} | {\displaystyle C_{1}} | IZF   | KW bei 10 % |
| A       | −2.000            | +3.000                | +50 % | +727        |
| B       | +2.000            | −3.000                | +50 % | −727        |

Beide Projekte weisen den gleichen internen Zinsfuß auf ({\displaystyle -2.000+{\tfrac {3.000}{1{,}50}}=0} und {\displaystyle +2.000-{\tfrac {3.000}{1{,}50}}=0}), sind nach dieser Methode also gleich attraktiv. Allerdings wird bei Betrachtung des KW (oder in diesem Fall: dem genauen Hinsehen) deutlich, dass bei Projekt A initial Geld zu 50 % verliehen wird und bei Projekt B geliehen wird. Wenn Geld geliehen wird, ist ein niedriger Zinssatz gewünscht, das heißt, der IZF sollte niedriger sein als die Opportunitätskosten und nicht höher.

### Mehrere interne Zinsfüße
In den meisten Ländern werden die Steuern im Folgejahr gezahlt, d. h., dass der Gewinn und die Steuerlast nicht in der gleichen Periode anfallen. Das folgende Beispiel ist ein Projekt, das eine Investition in Höhe von 2.000.000 € erfordert und dabei während seiner (hier fünfjährigen) Laufzeit einen zusätzlichen Profit in Höhe von 600.000 € p. a. einbringt. Der Steuersatz beträgt 50 % und wird in der Folgeperiode gezahlt:
|                               | {\displaystyle C_{0}} | {\displaystyle C_{1}} | {\displaystyle C_{2}} | {\displaystyle C_{3}} | {\displaystyle C_{4}} | {\displaystyle C_{5}} | {\displaystyle C_{6}} |
| Brutto-Cashflow (vor Steuern) | −2.000                | +600                  | +600                  | +600                  | +600                  | +600                  |                       |
| Steuern                       |                       | +1.000                | −300                  | −300                  | −300                  | −300                  | −300                  |
| Netto-Cashflow                | −2.000                | +1.600                | +300                  | +300                  | +300                  | +300                  | −300                  |

(Anmerkung: Die Investition i. H. v. 2 Mio. € in {\displaystyle C_{0}} verringert die Steuerlast für diese Periode um 1.000.000 €, die in {\displaystyle C_{1}} hinzugefügt wird.)
Die Berechnungen des IZF und KW ergeben Folgendes:
| IZF              | KW bei 10 %           |
| −50 % und 15,2 % | 149,71 oder 149.710 € |

Bei beiden Zinssätzen ist die Bedingung {\displaystyle KW=0} erfüllt. Der Grund dafür liegt darin begründet, dass es sich nicht um eine Normalinvestition (maximal ein Vorzeichenwechsel in der Zahlungsreihe) handelt: Nach der Vorzeichenregel von Descartes kann eine Polynomgleichung so viele positive Nullstellen haben wie Vorzeichenwechsel. Im Beispiel führt dieser zweimalige Vorzeichenwechsel dazu, dass das (mathematisch richtige) Ergebnis nicht eindeutig ist (Welcher interne Zinsfuß ist richtig?).
In der Praxis kommen solche Reihen nicht nur durch die Verzögerung der Steuerzahlungen zustande, sondern können auch durch Wartungskosten während der Laufzeit des Projektes oder die Verschrottung einer Anlage am Ende der Laufzeit entstehen.
Eine Möglichkeit in der Umgehung eines abschließenden (zweiten) Vorzeichenwechsels besteht darin, einen modifizierten IZF zu berechnen: Der Cashflow im 6. Jahr wird im 5. berechnet und zu diesem hinzugefügt und der IZF erneut berechnet.
Dies führt allerdings dazu, dass das Ergebnis verfälscht wird – der Kapitalwert der ursprünglichen Zahlungsreihe ist auch über den so bestimmten Zinssatz noch positiv.

### Sich gegenseitig ausschließende Projekte
Um einen bestimmten Auftrag zu erfüllen, haben Firmen oft die Wahl zwischen sich gegenseitig ausschließenden Projekten. Auch hier kann die IZF-Methode in die Irre führen:
| Projekt | {\displaystyle C_{0}} | {\displaystyle C_{1}} | IZF    | KW bei 10 % |
| C       | −20.000               | +40.000               | +100 % | +16.363     |
| D       | −40.000               | +70.000               | +75 %  | +23.636     |

Beide Projekte sind lukrativ und nach der IZF-Entscheidungsregel müsste Projekt C durchgeführt werden, aber wie der KW zeigt, ist D gegenüber C vorzuziehen, da es den höheren Geldwert hat. Dennoch kann die IZF-Methode auch hier zum Einsatz kommen: Bei Betrachtung der inkrementellen Zahlungsströme (die Differenz beider Projekte) führt der interne Zinsfuß zum gleichen Ergebnis wie die Kapitalwertmethode (der inkrementelle IZF ist 50 %, d. h., wenn der inkrementelle IZF größer ist als der Kalkulationszinsfuß, sollte das „größere“ Projekt – hier: Beispiel D – durchgeführt werden).

### Vernachlässigung der Zinsstruktur
Die IZF-Methode geht von der Annahme aus, dass die kurz- und langfristigen Zinssätze identisch sind (siehe Formel, nur ein Zinssatz). Das trifft in der Realität selten zu. Die Zinssätze unterscheiden sich in Bezug auf die Fristigkeit erheblich. Kurzes Geld, d. h. Kredite mit einer relativ kurzen Laufzeit, weist i. d. R. einen niedrigeren Zinssatz auf, ist also billiger als langes Geld, d. h. Kredite mit längerer Laufzeit. Inverse Zinsstrukturen sind beispielsweise Anfang der 1990er Jahre beobachtet worden. Hier drehen sich die Kosten um, d. h. Kredite mit kurzer Laufzeit haben einen höheren Zinssatz als Kredite mit längerer Laufzeit. Bei der Kapitalwertmethode stellt das kein Problem dar, da einfach die Zahlungsströme mit unterschiedlichen Zinssätzen abgezinst werden können:
- {\displaystyle KW=C_{0}+{\frac {C_{1}}{(1+i_{1})}}+{\frac {C_{2}}{(1+i_{2})^{2}}}+\ldots }

Eine Alternative besteht darin, mit dem gewichteten Durchschnitt der Zinsen über die Laufzeit zu rechnen, jedoch wenden Kritiker dieser Variante ein, dass sie die Komplexität der Rechnung unnötig erhöht bei Vorliegen einer einfachen Lösung.
In der Praxis wird die Zinsstrukturproblematik, und damit die Frage, mit welchem Zinssatz der IZF verglichen werden soll ({\displaystyle i_{1}}, {\displaystyle i_{2}} oder {\displaystyle i_{5}}), meist vernachlässigt. Der in der Investitionsrechnung angesetzte Kalkulationszins ist zudem nie nur der Finanzierungszins, sondern vielmehr eine geforderte Mindestverzinsung. Diese kann auf Basis der Laufzeit an die Zinsstruktur angepasst werden. Erwartete Änderungen im Zinsniveau können dabei über eine Modifizierung der Zinssätze berücksichtigt werden:
- {\displaystyle KW=C_{0}+{\frac {C_{1}}{(1+i_{1})}}+{\frac {C_{2}}{(1+i_{1})(1+i_{2})}}+\ldots }

### Fazit
Folgende Punkte können festgehalten werden:
- Die Methode des internen Zinsfußes ist nicht dazu geeignet, mehrere Investitionsprojekte unterschiedlicher Höhe, Dauer und Investitionszeitpunkte miteinander zu vergleichen. Es ist gut möglich, dass eine Investition mit einem höheren internen Zinsfuß einen geringeren Kapitalwert hat als eine andere Investition mit niedrigerem IZF.
- Die Aussagekraft des errechneten Wertes ist abhängig vom Investitionsobjekt begrenzt. Bei Finanzinvestitionen entspricht der interne Zinsfuß dem Effektivzins. Bei Sachinvestitionen hingegen ist der interne Zinsfuß lediglich ein theoretischer Grenzzinssatz, bis zu dem eine Investition wirtschaftlich wäre.
- Weiterhin geht diese Methode davon aus, dass sämtliche Kapitalrückflüsse zum internen Zinssatz wieder angelegt werden (Wiederanlageprämisse) und nicht zum Marktzinssatz (Kapitalwertmethode). Die Wiederanlageprämisse wird in der Praxis überwiegend als unrealistisch eingeordnet.
- Um die Wiederanlageprämisse zu umgehen, kann die Betrachtung auf isoliert durchführbare Investitionen eingegrenzt werden. Eine Investition ist isoliert durchführbar, wenn bei Verwendung des internen Zinssatzes das in dieser Investition gebundene Kapital zu keinem Zeitpunkt negativ ist. Es gilt: {\displaystyle KB_{\scriptscriptstyle 0}=I_{\scriptscriptstyle 0}} sowie {\displaystyle KB_{\scriptscriptstyle t-1}(IZF)\nless 0~\forall ~t}. Als Synonyme für die isoliert durchführbare Investition werden die Begriffe „reine Investition“ bzw. „pure investment“ verwendet.
- Aber selbst bei dieser Eingrenzung kann die IZM lediglich zur Beurteilung der absoluten – nicht jedoch der relativen – Vorteilhaftigkeit von Maßnahmen eingesetzt werden.
- Die genannten Beispiele zeigen, dass es durchaus möglich ist, die IZF-Methode so zu modifizieren, dass sie brauchbare Ergebnisse liefert. Es stellt sich jedoch die Frage, ob das nötig ist in Anbetracht der Zuverlässigkeit und mathematischen Einfachheit der Kapitalwertmethode.
- Der IZF gibt an, wie sich das gebundene Kapital verzinst, wenn die Rückflüsse exakt die Investitionssumme freisetzen. Deshalb verkörpert der IZF keine reale Verzinsung, sondern stellt den Grenzzinssatz dar, den die Investitionsmaßnahme maximal als Kapitalentgelt bedienen kann. Das Investitionsobjekt wird quasi fiktional im Sinne einer Worst-case-Analyse betrachtet.
- Ebenso wenig stellt der interne Zinssatz eine endwertbezogene Rentabilität dar, da er ja zu einem Endwert von Null führt.
- Die aufgezeigten Möglichkeiten, die Interner-Zinsfuß-Methode praktisch verwertbar zu machen, laufen im Ergebnis auf eine Anwendung der Kapitalwertmethode hinaus: Die konkrete Investition wird über Umwege (IZF-Methode) oder direkt (Kapitalwertmethode) mit einem Referenzzinssatz verglichen.
- Interessanterweise ist der IZF einer isoliert durchführbaren Maßnahme derjenige Zinssatz, bei dessen Verwendung dynamische Amortisationsdauer und Nutzungsdauer identisch sind. Die IZM kann deshalb ergänzend zur KWM eingesetzt werden, um Informationen zur zeitlichen Struktur der Rückflüsse zu erhalten.
- Einige Autoren lehnen dieses Konzept deshalb vehement ab.[5]

## Varianten der Interner-Zinsfuß-Methode
Zur Interner-Zinsfuß-Methode ergeben sich in der Praxis verschiedene Varianten, je nachdem, ob mit linearer oder exponentieller Verzinsung operiert wird. Das ist im Folgenden dargestellt.
| Praktische Varianten der Interner-Zinsfuß-Methode          | Praktische Varianten der Interner-Zinsfuß-Methode | Praktische Varianten der Interner-Zinsfuß-Methode | Praktische Varianten der Interner-Zinsfuß-Methode | Praktische Varianten der Interner-Zinsfuß-Methode |
| ---------------------------------------------------------- | ------------------------------------------------- | ------------------------------------------------- | ------------------------------------------------- | ------------------------------------------------- |
|                                                            | ISMA                                              | SIA                                               | Treasury                                          | Moosmüller                                        |
| Umrechnung einer Periodenrendite auf eine Jahresrendite    | exponentiell                                      | unterjährig linear                                | unterjährig linear                                | exponentiell                                      |
| Diskontierung der ersten vollständigen Kuponperiode        | exponentiell                                      | exponentiell                                      | linear                                            | linear                                            |
| Berechnung der Rendite bei Restlaufzeiten unter einem Jahr | exponentiell                                      | exponentiell                                      | linear                                            | exponentiell                                      |

Erklärung:
- ISMA – International Securities Market Association (jetzt: ICMA – International Capital Market Association)
- SIA – Securities Industries Association
- Treasury